# 彼得·拉斯特曼

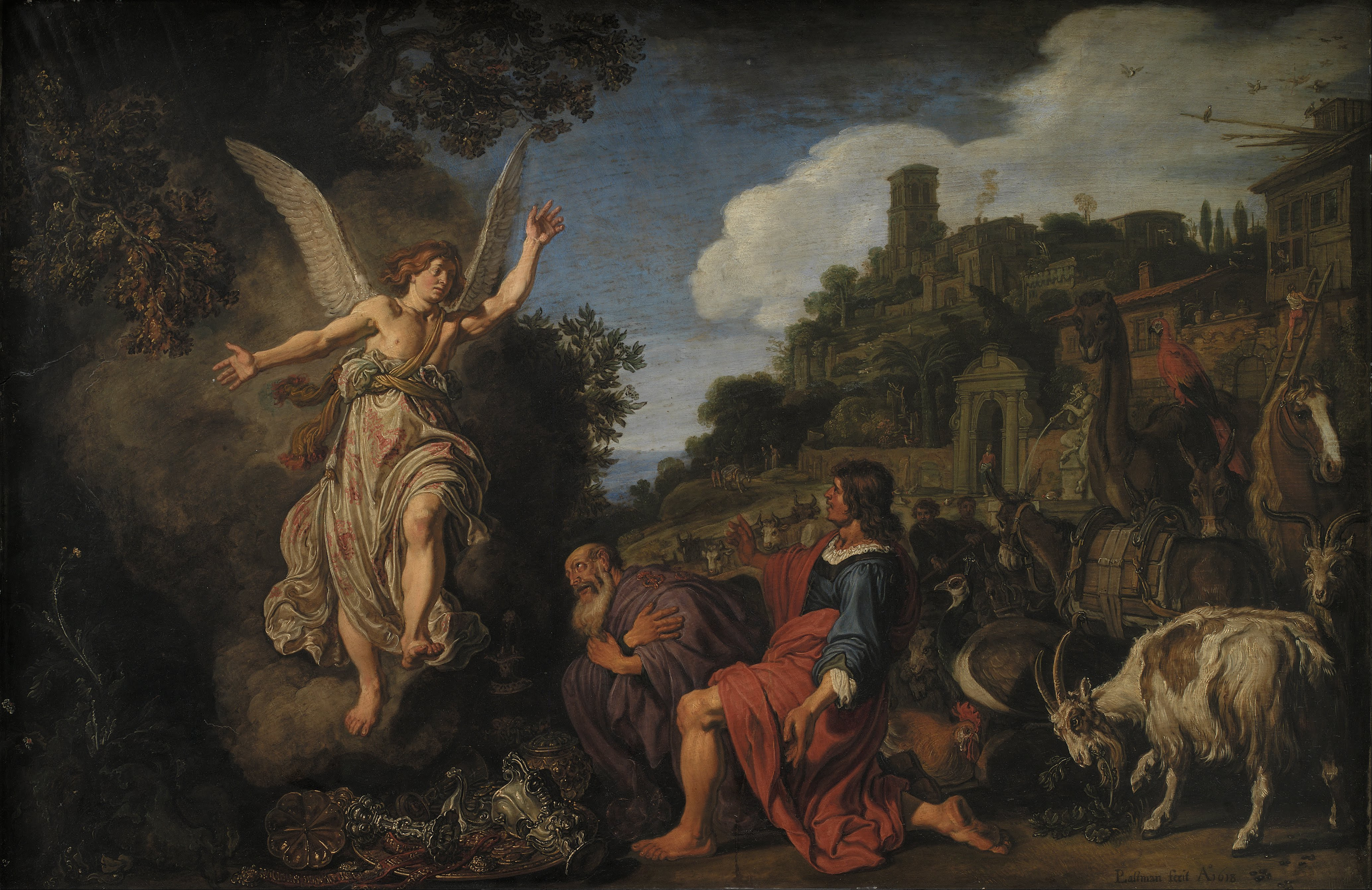
《天使拉斐爾離開老托比特和他的兒子托比亞斯》，1618。

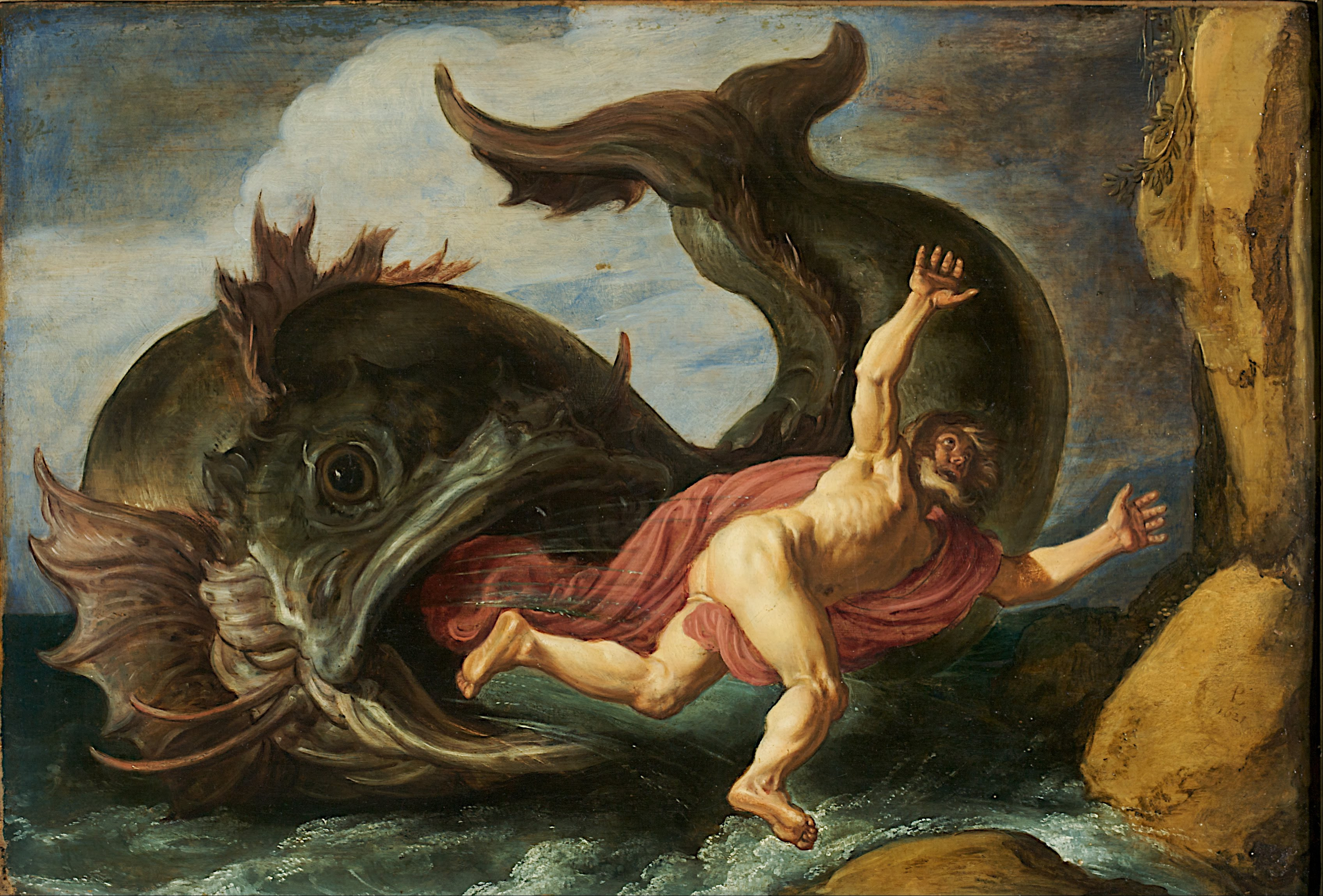
《約拿和鯨魚》，1621。

彼得·拉斯特曼（Pieter Lastman，1583 – 1633）是一位荷蘭黃金時代畫家，以其學生倫勃朗及揚·利文斯出名。拉斯特曼的繪畫對面部、手部和足部描繪詳細。

## 生平
彼得·拉斯特曼出生於阿姆斯特丹，他的父親當過小吏，但因為信仰天主教而被開除。其母是一名藝術鑒賞家。拉斯特曼曾給荷蘭畫家扬·皮泰尔索恩·斯韦林克當過學徒。在1604年至07年間在羅馬受到了卡拉瓦喬和亚当·埃尔斯海默的影響。之後回到阿姆斯特丹，和母親一起搬到一條叫做“Sint Antoniesbreestraat”的街上居住，和市長Geurt van Beuningen是鄰居。雖然他曾答應娶格布兰德·阿德里阿恩兹·布莱德罗的一個姐妹為妻，但實際拉斯特曼終身未婚。1632年因為健康問題搬到自己的兄弟家居住，次年逝世。1633年4月4日在阿姆斯特丹的老教堂下葬。

## 外部連結
- Artcyclopedia on Pieter Lastman（页面存档备份，存于）
- The Rijksmuseum on Pieter Lastman
- Works and literature on Pieter Lastman at PubHist
- Works at WGA （页面存档备份，存于）
- Dutch and Flemish paintings from the Hermitage（页面存档备份，存于）, an exhibition catalog from The Metropolitan Museum of Art (fully available online as PDF), which contains material on Lastman (cat. no. 17)